# ウィリアム・プリース
ウィリアム・プリース（William Pleeth, 1916年1月12日 - 1999年4月6日）は、イギリスのチェロ奏者。

## 経歴
ロンドンでポーランド移民の子として生まれる。7歳の頃からチェロに興味を示し、10歳からロンドン・チェロ・スクールでハーバート・ワレンに師事。その後ライプツィヒに留学し、ユリウス・クレンゲルに師事している。
1940年にエイドリアン・ボールト率いるBBC交響楽団とシューマンのチェロ協奏曲を演奏してソリストとしてデビューした。1952年にはアレグリ弦楽四重奏団を結成して、室内楽でも活躍した。1977年からはメニューイン・スクールで教授活動にも従事していた。
教え子には、息子のアンソニー、ロバート・コーエン、ジャクリーヌ・デュ・プレなどがいる。